# Ficulle
Ficulle – miejscowość i gmina we Włoszech, w regionie Umbria, w prowincji Terni.
Według danych na rok 2004 gminę zamieszkiwały 1683 osoby, 26,3 os./km².